# 以色列爱乐乐团
以色列爱乐乐团（希伯來語：התזמורת הפילהרמונית הישראלית），是一家位于以色列特拉维夫的交响乐团，成立于1936年。乐团原名巴勒斯坦管弦乐团，以色列建国后改为现名。以色列爱乐乐团不设常任指挥，乐手绝大多数为犹太人，现任艺术总监为拉哈夫·沙尼。

## 历史
乐团创建于1936年12月26日的巴勒斯坦託管地，时名巴勒斯坦管弦乐团，创始人是波兰犹太人小提琴家布罗尼斯瓦夫·胡伯曼。那时欧洲排犹主义盛行，很多犹太音乐家受到纳粹迫害而丢掉了工作，其中不乏乐团首席和声部首席。胡伯曼劝说75位犹太音乐家移居巴勒斯坦，成立了巴勒斯坦管弦乐团。1936年12月26日，巴勒斯坦管弦乐团在特拉维夫黎凡特交易会上举办了首场音乐会，阿尔图罗·托斯卡尼尼担任指挥。乐团成立后的第一个十年，与乐团合作的指挥家有贝尔纳尔迪诺·莫利纳里、威廉·斯坦伯格、伊赛·多布罗文、馬爾科姆·薩金特、乔治·辛格（George Singer）、迈克尔·陶布（Michael Taube）、马克·拉弗里、保罗·本-海姆等。乐团还与女高音布拉哈·茨菲拉、钢琴家普妮娜·萨尔茨曼、大提琴家泰尔玛·耶林等人合作。乐团不演奏瓦格纳和理查·施特劳斯的作品，前者曾发表反犹太言论，后者曾与纳粹合作。1940年至1943年，托斯卡尼尼和莫利纳里带领乐团赴埃及巡演。第二次世界大战期间，約瑟夫·卡明斯基指挥乐团在西部沙漠中为英國陸軍犹太旅举办了一场音乐会。
1948年5月14日，以色列建国大典在特拉维夫博物馆举行，乐团在现场演奏了以色列国歌《希望》。以色列建国之后，乐团改名为以色列爱乐乐团。乐团曾乘坐装甲车辆进入被围困的耶路撒冷，举行演出，鼓舞了城中军民的士气。许多音乐家与以色列爱乐乐团合作演出，以示对以色列建国的支持。这些音乐家包括指挥家謝爾蓋·庫塞維茲基、伊戈尔·鲍里索维奇·马克维奇、谢尔盖·切利比达奇、保罗·克列茨基、保罗·帕雷、弗里乔伊·费伦茨、卡爾羅·馬里亞·朱里尼，小提琴家雅沙·海飛茲、耶胡迪·梅紐因、米夏·艾爾曼、內森·米爾斯坦、艾萨克·斯特恩、齊諾·弗朗切斯卡悌，钢琴家阿圖爾·魯賓斯坦、克勞迪奧·阿勞，大提琴家保羅·托特里耶，歌唱家揚·珀爾斯和詹妮·图雷尔。1950年12月，乐团首次访问美国，随后到欧洲巡回演出。
1957年，乐团迁入新落成的弗雷德里克·曼音乐厅（2013年重修后改名为查爾斯·布隆夫曼音乐厅）。由于冷战缓和，乐团得以与大卫·奥伊斯特拉赫、姆斯季斯拉夫·罗斯特罗波维奇等知名苏联音乐家合作。指挥家约瑟夫·克里普斯、伊斯特凡·克尔特斯、让·马蒂农、乔治·索尔蒂、安塔尔·多拉蒂、尤金·奥曼迪、季米特里斯·米特罗普洛斯也曾与乐团合作。当时年纪尚轻的小提琴家伊扎克·帕尔曼和平夏斯·祖克曼、年轻钢琴家丹尼尔·巴伦博伊姆、年轻指挥祖賓·梅塔开始了与以色列爱乐乐团的合作。
1981年，以色列爱乐乐团任命祖賓·梅塔为终身艺术总监。1988年，乐团授予长期与乐团合作的指挥家伦纳德·伯恩斯坦桂冠指挥称号。1992年，乐团授予库尔特·马苏尔荣誉客座指挥称号。2001至2002乐季起，尤尔·列维出任乐团常任客座指挥。詹安德烈·诺塞达自2011至2012乐季起担任乐团首席客座指挥。